# Écriture du persan
 (septembre 2022).
Si vous disposez d'ouvrages ou d'articles de référence ou si vous connaissez des sites web de qualité traitant du thème abordé ici, merci de compléter l'article en donnant les références utiles à sa vérifiabilité et en les liant à la section « Notes et références ».

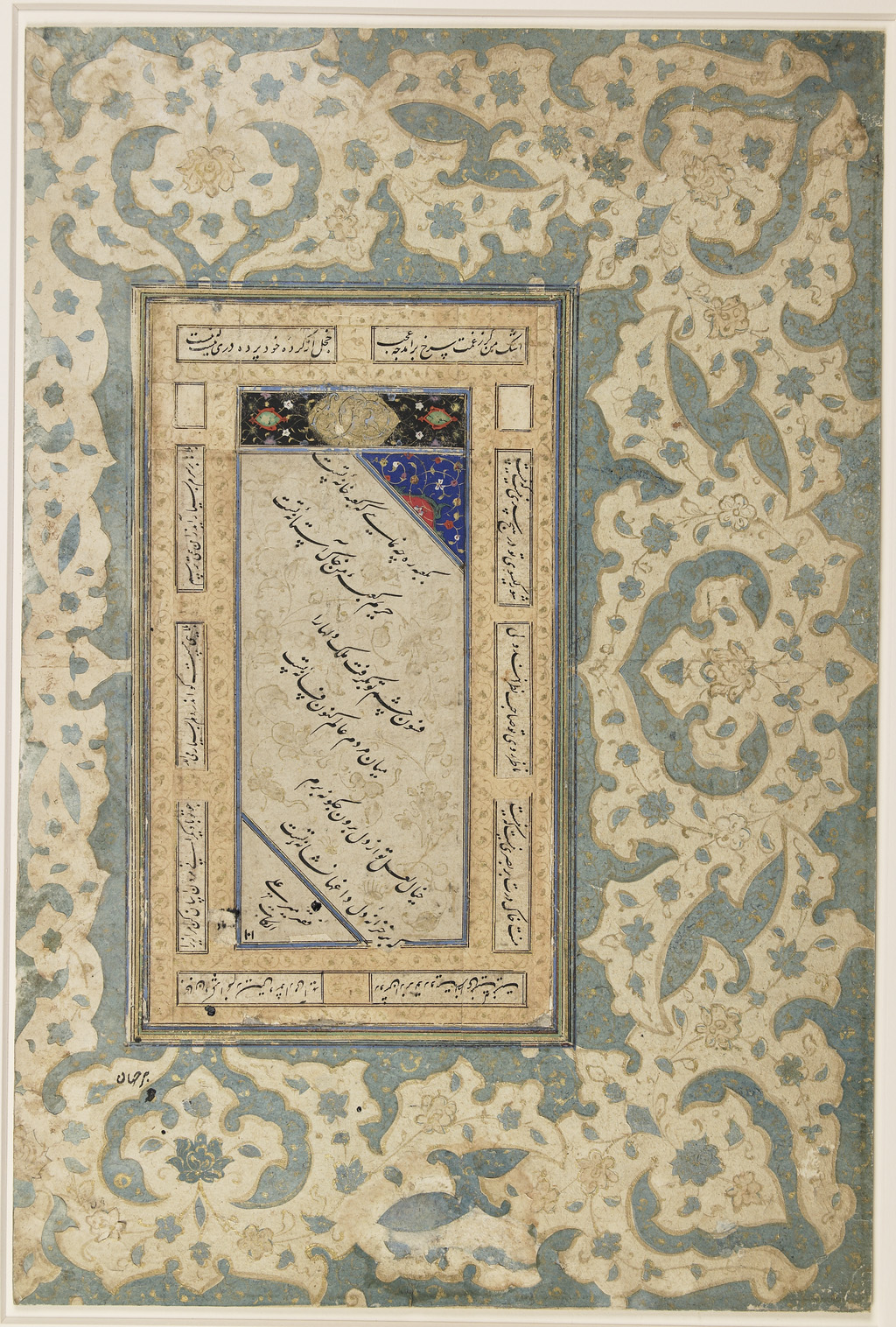
Calligraphie de Mir ‘Ali al-Katib, circa 1500-1550.

L’écriture du persan répandue en Afghanistan et en Iran (à la différence du Tadjikistan) s’écrit dans un alphabet reposant sur l’alphabet arabe ; la plupart des caractères sont identiques, mais les différences sont grandes du point de vue phonétique. On différencie l’usage d’un style d’écriture élémentaire (naskh basique) et des styles plus complexes (naskhr élaboré, nasta‘ligh et chékasté).

## Lettres particulières
Sept lettres, sur un total de trente-deux pour l'alphabet persan, ont la particularité suivante : leur liaison graphique est toujours interdite du côté gauche, c'est-à-dire toujours interdite avec la lettre suivante dans le sens de l'écriture. Le tableau suivant donne les noms, les prononciations, et les formes de ces sept lettres. Chaque forme est entourée par deux séries de tirets suggérant la ligne plus ou moins virtuelle autour de laquelle s’organise l’écriture.
| Nom  | Prononciations                                                | Forme entourée ici par des tirets |
| ---- | ------------------------------------------------------------- | --------------------------------- |
| Alef | Muet ou comme le a de garden en anglais                       | --- ا ---                         |
| Dâl  | Comme le d de drap                                            | --- د ---                         |
| Zâl  | Comme le z de zèbre                                           | --- ذ ---                         |
| Ré   | Comme un r légèrement roulé                                   | --- ر ---                         |
| Zé   | Comme le z de zèbre                                           | --- ز ---                         |
| Jé   | Comme le j en français                                        | --- ژ ---                         |
| Vâv  | Muet ou comme le v français ou le o de rose ou le ou d'oursin | --- و ---                         |

Les mots qu'on forme à partir de ces seules sept lettres s'écrivent donc en juxtaposant les formes correspondantes, sans jamais les lier. Le mot persan dâd, par exemple, avec un â à prononcer comme le a de garden en anglais, et signifiant cri, s’écrit داد ; et le mot zâr, avec un r légèrement roulé et signifiant pleur, s’écrit زار.

## Voyelles volantes
Certains signes, qu'on appelle ici signes volants (et ailleurs, diacritiques), apparaissent aux alentours du sommet ou de la base d'une lettre. La prononciation qu’implique un signe volant suit immédiatement celle de la lettre la plus proche.
Le tableau suivant donne les noms, les prononciations, et les formes de quatre signes volants qui correspondent chacun à une ou plusieurs voyelles. Les formes sont associées chacune à un alef dans ce tableau, pour donner des indications de proportion et de position.
| Nom   | Prononciation                   | Forme associée ici à un alef |
| ----- | ------------------------------- | ---------------------------- |
| Fathé | Comme le a de chat              |                              |
| Kasré | Comme le é en français          |                              |
| Zammé | Comme le o de rose              |                              |
| Madd  | Comme le a de garden en anglais |                              |

Les deux syllabes du nom fathé sont fat, à prononcer comme le mot anglais signifiant gras, et hé. Le fathé et le kasré ont tous deux la forme d’un petit tiret incliné vers la gauche, mais l’un se place au-dessus, et l’autre au-dessous des lettres. Le zammé a la même forme que le vâv, mais en plus petit. Comme on l’a indiqué, chacun de ces signes se prononce juste après la lettre qu’il accompagne. Ainsi دَر, qui signifie porte, se prononce dar ; دِژ, qui signifie forteresse, se prononce déj ; et دُزد, qui signifie voleur, se prononce dozd.
Le alef est muet quand on lui associe un signe volant. Ainsi اَژدَر, qui signifie dragon, se prononce ajdar ; اِزار, qui signifie vêtement, se prononce ézâr ; et اُردو, qui signifie camp, se prononce ordou.
Le madd, qui ressemble à une vague ou un tilde et dont le nom signifie aussi marée montante, s'inscrit seulement au-dessus d'un alef, presque toujours en position initiale dans un mot. Et comme on le déduit du tableau et des propos dans cette section, le mot آرد, qui signifie farine, se lit ârd, en prononçant le â comme le a de garden en anglais.

## Liaisons graphiques
Dans le style d'écriture basique, la nécessité ou l'interdiction des liaisons graphiques résultent d'une règle simple qui implique, entre autres, une lettre nommée héyé do-tchéchm. La règle est qu'à l’exception des sept lettres alef, dâl, zâl, ré, zé, jé, vâv, du héyé do-tchéchm lorsqu'il est muet, et de la dernière lettre d'un mot, chaque lettre est liée par la gauche à la lettre suivante.

## Variété et choix des formes
Neuf lettres ont chacune une forme qu’on utilise dans tous les cas de liaison graphique. Ces neuf comprennent les sept lettres alef, dâl, zâl, ré, zé, jé, vâv, et deux autres qu'on appelle tâ  (ou teyn) et zâ (ou zeyn). Le tâ, par exemple, se prononce comme le t de toile ; la forme correspondante est  ط  ; et le mot tarz, qui signifie façon (d'être ou de faire), s'écrit طـَرز.
Vingt lettres ont chacune deux formes qu’on utilise selon la nécessité ou l'interdiction d'une liaison graphique du côté gauche. Le tableau suivant donne le nom d'une de ces lettres, sa prononciation et les formes qu'elle prend selon les cas. Comme dans le premier tableau de cet article, chaque forme est entourée par des tirets suggérant la ligne autour de laquelle s’organise l’écriture.
| Nom | Prononciation          | Formes selon les cas de liaison graphique, entourées ici par des tirets | Formes selon les cas de liaison graphique, entourées ici par des tirets |
| Nom | Prononciation          | Liaison à gauche interdite                                              | Liaison à gauche nécessaire                                             |
| --- | ---------------------- | ----------------------------------------------------------------------- | ----------------------------------------------------------------------- |
| Bé  | Comme le b en français | --- ب ---                                                               | --- ﺑـ ---                                                              |

Ainsi, le mot babr, qui signifie tigre, s'écrit بَـبـر  ; tarab, qui signifie joie ou fête, s'écrit طـَرَب ; et rotab, qui veut dire datte, s'écrit رُطـَب.
Trois lettres ont chacune quatre formes qui correspondent aux quatre cas qu'on obtient en considérant la nécessité ou l'interdiction d'une liaison graphique du côté droit ou gauche. Ces trois lettres comprennent le héyé do-tchéchm, dont les prononciations et les formes apparaissent dans le tableau suivant, avec des tirets suggérant la ligne d'écriture. (Héyé do-tchéchm signifie le hé aux deux yeux, comme évoque certaines de ses formes et pour faire la distinction avec un autre hé, le heyé djimi, c'est-à-dire le hé ressemblant à la lettre djim.)
| Nom             | Prononciations                       | Formes selon les cas de liaison graphique, entourées ici par des tirets | Formes selon les cas de liaison graphique, entourées ici par des tirets |                             |
| Nom             | Prononciations                       | Liaison à gauche interdite                                              | Liaison à gauche nécessaire                                             |                             |
| --------------- | ------------------------------------ | ----------------------------------------------------------------------- | ----------------------------------------------------------------------- | --------------------------- |
| Héyé do-tchéchm | Muet ou comme le h de hat en anglais | --- ﻩ ---                                                               | --- ﻫـ ---                                                              | Liaison à droite interdite  |
| Héyé do-tchéchm | Muet ou comme le h de hat en anglais | --- ـﻪ ---                                                              | --- ـﻬـ ---                                                             | Liaison à droite nécessaire |

Ainsi le mot havâ, qui signifie air, s'écrit هَـوا ; bahâr, qui signifie printemps, s'écrit بَـهـار ; béh, qui signifie meilleur, s'écrit بـِه ; râh, qui signifie chemin, s'écrit راه ; et râhha, qui signifie chemins (au pluriel), s’écrit راه ها.
Voici maintenant un tableau donnant les noms, les prononciations et les formes de toutes les lettres de l'alphabet persan hormis les sept (particulières) dont la liaison à gauche est toujours interdite. Comme d’habitude, chaque forme est entourée par des tirets suggérant la ligne d’écriture.
| Nom             | Prononciations                                                                                       | Formes selon les cas de liaison graphique, entourées ici par des tirets | Formes selon les cas de liaison graphique, entourées ici par des tirets |                             |
| Nom             | Prononciations                                                                                       | Liaison à gauche interdite                                              | Liaison à gauche nécessaire                                             |                             |
| --------------- | --- | ----------------------------------------------------------------------- | ----------------------------------------------------------------------- | --------------------------- |
| Bé              | Comme le b en français                                                                               | --- ب ---                                                               | --- ﺑـ ---                                                              |                             |
| Pé              | Comme le p de pélican                                                                                | --- پ ---                                                               | --- ﭘـ ---                                                              |                             |
| Té              | Comme le t de toile                                                                                  | --- ت ---                                                               | --- ﺗـ ---                                                              |                             |
| Sé              | Comme le s de soie                                                                                   | --- ث ---                                                               | --- ﺛـ ---                                                              |                             |
| Djim            | Comme le Dj de Djakarta                                                                              | --- ﺝ ---                                                               | --- ﺟـ ---                                                              |                             |
| Tché            | Comme le tch de tchèque                                                                              | --- چ ---                                                               | --- ﭼـ ---                                                              |                             |
| Héyé djimi      | Comme le h de hat en anglais                                                                         | --- ح ---                                                               | --- ﺣـ ---                                                              |                             |
| Khé             | Comme le j en espagnol                                                                               | --- خ ---                                                               | --- ﺧـ ---                                                              |                             |
| Sine            | Comme le s de soie                                                                                   | --- س ---                                                               | --- ﺳـ ---                                                              |                             |
| Chine           | Comme le Ch de Chine                                                                                 | --- ش ---                                                               | --- ﺷـ ---                                                              |                             |
| Sâd             | Comme le s de soie                                                                                   | --- ص ---                                                               | --- ﺻـ ---                                                              |                             |
| Zâd             | Comme le z de zèbre                                                                                  | --- ض ---                                                               | --- ﺿـ ---                                                              |                             |
| Tâ              | Comme le t de toile                                                                                  | --- ط ---                                                               | --- ط ---                                                               |                             |
| Zâ              | Comme le z de zèbre                                                                                  | --- ظ ---                                                               | --- ظ ---                                                               |                             |
| Eyn             | Légère contraction de la glotte ou légère interruption dans la prononciation                         | --- ع ---                                                               | --- ﻋـ ---                                                              | Liaison à droite interdite  |
| Eyn             | Légère contraction de la glotte ou légère interruption dans la prononciation                         | --- ـﻊ ---                                                              | --- ـﻌـ ---                                                             | Liaison à droite nécessaire |
| Gheyn           | Comme on prononcerait à la suite un g dur (comme le g de galet) et un h aspiré (comme le h de héron) | --- غ ---                                                               | --- ﻏـ ---                                                              | Liaison à droite interdite  |
| Gheyn           | Comme on prononcerait à la suite un g dur (comme le g de galet) et un h aspiré (comme le h de héron) | --- ـﻎ ---                                                              | --- ـﻐـ ---                                                             | Liaison à droite nécessaire |
| Fé              | Comme le f de farine                                                                                 | --- ف ---                                                               | --- ﻓـ ---                                                              |                             |
| Ghâf            | Comme un g et un h aspiré à la suite                                                                 | --- ق ---                                                               | --- ﻗـ ---                                                              |                             |
| Kâf             | Comme le k en français                                                                               | --- ک ---                                                               | --- ﮐـ ---                                                              |                             |
| Gâf             | Comme le g de galet                                                                                  | --- گ ---                                                               | --- ﮔـ ---                                                              |                             |
| Lâm             | Comme le l de lime                                                                                   | --- ل ---                                                               | --- ﻟـ ---                                                              |                             |
| Mim             | Comme le m de mûre                                                                                   | --- م ---                                                               | --- ﻣـ ---                                                              |                             |
| Noun            | Comme le n de nez                                                                                    | --- ن ---                                                               | --- ﻧـ ---                                                              |                             |
| Héyé do-tchéchm | Muet ou comme le h de hat en anglais                                                                 | --- ﻩ ---                                                               | --- ﻫـ ---                                                              | Liaison à droite interdite  |
| Héyé do-tchéchm | Muet ou comme le h de hat en anglais                                                                 | --- ـﻪ ---                                                              | --- ـﻬـ ---                                                             | Liaison à droite nécessaire |
| Yé              | Comme le y ou les i de yiddish ou a de garden en anglais                                             | --- ـی ---                                                              | --- ﻳـ ---                                                              |                             |

## Prononciation
Comme il apparaît dans les tableaux précédents, on a parfois plusieurs lettres ou signes pour une même prononciation.  En fait, quinze lettres de l’alphabet persan et quatre signe volants (dont trois sont présentés dans la section suivante) n’ont pas de prononciation spécifique, dans le sens où chaque lettre ou signe se prononce toujours ou parfois comme un autre (le kasré, par exemple, se prononce parfois comme le yé, le té se prononce toujours comme le tâ, et le héyé do-tchéchm se prononce parfois comme le héyé djimi). Cette particularité correspond à une réduction de la variété phonétique qui a touché les mots d’origine arabe, mais aussi ceux d’origine persane, turque et autre encore.
On a parfois aussi plusieurs prononciations pour une même lettre ou un même signe. C'est le cas, en fait, pour un signe volant, le kasré, et quatre lettres, le alef, le vâv, le héyé do-tchéchm et le yé. 
Le kasré se prononce comme les i de yiddish s’il est immédiatement suivi par un yé et un alef. Autrement, il se prononce comme le é en français. Ainsi مِـیـان, qui signifie milieu, se lit miyâne ; et آسِـمـان, qui signifie ciel, se lit âsémâne.
Comme on l’a dit, le alef est muet quand on lui associe un signe volant,  mais aussi en position initiale dans un mot, ou s’il vient dans un mot juste après une voyelle (transcrite par une lettre ou un signe volant) ou juste après un héyé do-tchéchm  muet. Autrement, le alef se prononce comme le a de garden en anglais. Ainsi ایـزَد, qui signifie dieu, se lit izad ; پـرتـوای, qui signifie un rayon (de lumière), se lit parto-i ; et خـانِـه ای, qui signifie une maison, se lit khâné-i. 
Le vâv est muet quand il a un khé juste à sa droite et un alef  ou un yé juste à sa gauche. Autrement, le vâv est une consonne ou une voyelle selon qu’il précède immédiatement ou non une voyelle du même mot (transcrite par une lettre ou autrement) ; s’il est une consonne, il se prononce comme le v français ; et s’il est une voyelle, il se prononce comme le o de rose ou comme le ou d’oursin, sans règle évidente (autre que la connaissance du vocabulaire) pour choisir entre ces deux prononciations. Ainsi خـواب se lit khâb et signifie sommeil ; خـویـش se lit khich et signifie parent ; جَـوان se lit djavân et signifie jeune ; et مـو se lit mo quand il s’agit de vigne, et mou quand il s’agit de cheveux. 
En position initiale ou intermédiaire dans un mot, le héyé do-tchéchm se prononce comme le héyé djimi, c'est-à-dire comme le h de hat en anglais. En position finale, le héyé do-tchéchm est muet ou il se prononce comme le héyé djimi, encore une fois sans règle évidente pour faire le tri. Ainsi هُُـنـر se lit honar et signifie art ; کـُهَـن se lit kohane et signifie ancien ; et بـِه se lit béh quand il s’agit de l’adjectif meilleur, et bé quand il s’agit d’une préposition proche dû à en français.
Le yé est muet ou sonore selon qu'il est ou non surplombé par un signe volant particulier, qu'on appelle alefé bâlâ et dont on dira plus dans la section suivante. Le yé sonore se prononce comme le y de yiddish si, dans un mot, il est en position initiale ou immédiatement précédé par une voyelle (transcrite par une lettre ou non). Autrement, le yé sonore se prononce comme les i de yiddish. Ainsi یار se lit yâr et signifie compagne ou compagnon ; پـِیـمان se lit peymân et signifie serment ; ایـل  se lit il et signifie tribu ; et پـیـر se lit pir et signifie vieille ou vieux.

## Autres signes
Le persan utilise quatre autres signes volants dont les noms, les prononciations, et les formes apparaissent dans le tableau suivant. Chacune des formes est associée à une lettre pour donner une idée de proportion et de position.
| Nom        | Prononciations                                     | Forme associée ici à un yé, un dâl ou un alef |
| ---------- | -------------------------------------------------- | --------------------------------------------- |
| Alefé bâlâ | Comme le a de garden en anglais                    |                                               |
| Tachdid    | Implique une double prononciation de la lettre     |                                               |
| Tanevine   | Comme les trois dernières lettres de platane       |                                               |
| Hamzé      | Comme la dernière syllabe de noyer ou comme le eyn |                                               |

Le alefé bâlâ a la même forme qu'un alef, mais en plus petit, et son nom signifie alef d'en haut, en allusion à la manière dont il s'inscrit (au-dessus d'une lettre). Comme tous les signes volants, la prononciation qu’implique le alefé bâlâ vient juste après celle de la lettre associée, c'est-à-dire la plus proche. Ainsi عـیـسـیٰ, qui signifie Jésus, se lit Issâ, avec une légère contraction de la glotte avant le I et en prononçant le â comme le a de garden en anglais.
Le tachdid, qui ressemble en petit à la minuscule de la lettre grecque oméga, et dont le nom signifie renforcer ou raffermir, s’inscrit sur une consonne qu’il faut prononcer deux fois de suite, comme parfois lorsqu’on double une consonne en français. Ainsi le مَـدّ, le nom de la voyelle volante ressemblant à un tilde, se lit madd en prononçant les deux d ; et تـَـپّـِه, qui signifie colline, se lit tappé en prononçant les deux p.
La première syllabe du nom tanevine  se prononce comme la dernière du mot platane. Le signe a la forme de deux petits tirets parallèles et inclinés vers la gauche. Comme tous les signes volants, la prononciation ane qu’implique un tanevine vient juste après celle de la lettre la plus proche (ou lettre associée), en l’occurrence toujours un alef  qui devient muet (comme chaque fois qu’on lui associe un signe volant). La combinaison d’un alef  et d’un tanevine n’apparait qu’en fin de mot et sert à former un adverbe à partir d’un nom ou d’un adjectif. Ainsi ذاتاً, qui se prononce zâtane et signifie essentiellement, se forme à partir du nom ذات, qui signifie essence ; et شـدیـداً, qui se prononce chadidane et signifie fermement, se forme à partir de l'adjectif شـدیـد, qui signifie ferme.
Le hamzé a la forme, en petit, de la portion typique d’un eyn sans liaison à droite ; et le signe se prononce comme le eyn ou comme la dernière syllabe de noyer, selon qu'il surplombe ou non un héyé do-tchéchm muet. À la différence des autres signes volants, le hamzé peut se poser sur la ligne d’écriture, à la fin d’un mot et sans liaison graphique avec la dernière lettre. Mais il peut aussi surplomber un héyé do-tchéchm muet ou l'une des formes suivantes :
- un alef  qui sera muet,
- un vâv qui se prononcera comme le o de rose,
- une dentelure additionnelle, c'est-à-dire la même forme qu’un bé, pé, té, sé, ou yé lié à gauche, mais sans point ni prononciation autre que celle du hamzé.

Pour illustrer l'usage du hamzé, convenons qu'une apostrophe inversée (c'est-à-dire le signe ‘) se prononce comme le eyn. Ainsi اِمـضـاء, qui signifie signature, se lit emza‘ ; رَأی, qui signifie vote, se lit ra‘i ; سـؤال, qui signifie question, se lit so‘âl ; مـسـئـلِـه, qui signifie problème et dont la dernière lettre est muette, se lit mass‘alé ; et مـسـئـلـِۀ روز, qui signifie problème du jour, se lit mass‘aléyé rouz.
Les signes pour les chiffres de zéro à neuf apparaissent dans le tableau suivant :
| 0         | 1         | 2         | 3         | 4         | 5         | 6         | 7         | 8         | 9         |
| --------- | --------- | --------- | --------- | --------- | --------- | --------- | --------- | --------- | --------- |
| --- ٠ --- | --- ١ --- | --- ٢ --- | --- ۳ --- | --- ۴ --- | --- ۵ --- | --- ۶ --- | --- ٧ --- | --- ٨ --- | --- ٩ --- |

Ces signes, proches de ceux qu’on utilise et connait en France sous le nom de chiffres arabes, sont en fait d’origine indienne ; ce qui explique que les nombres s’écrivent, en persan comme en français et en arabe, de gauche à droite. Ainsi écrit-on سـالِ ۱۳۸۷ هِـجـری pour signifier l’an 1387 de l’hégire.
Les signes de ponctuation ont les mêmes formes qu’en français, à une rotation près pour la virgule et le point-virgule qui s’écrivent ، et ؛, et une inversion près pour le point d'interrogation qui s'écrit ؟.

## Ambiguïtés
On a décrit, dans une section précédente, l’indétermination ou l’ambiguïté concernant la prononciation, la lecture ou le sens de certaines lettres ou certains mots. Une autre source d’ambiguïté, considérable tant que l’habitude fait défaut, est celle-ci : les signes volants sont tous, à des degrés divers, volatils ; leur inscription est facultative, les voyelles volantes (dont le alefé bâlâ) sont presque toujours omises sauf s’il s’agit d’enseigner la lecture ou l’écriture, et les tachdid, tanevine ou hamzé peuvent manquer, sauf s’il s’agit d’un hamzé surplombant une dentelure. 
Des ambiguïtés d’un type différent, concernant le sens ou la lecture des mots mais non leur prononciation, sont liées à l’espacement des mots et des lettres. En français, la distance entre deux mots est supérieure à celle qui sépare deux lettres consécutives dans un mot, ou celle qui sépare un trait d’union de la lettre immédiatement précédente ou suivante. En persan, certains suffixes, préfixes, et composants peuvent s’écrire comme des mots, sans aucun trait d’union, et on tolère que la distance entre deux mots soit égale à celle qui sépare deux lettres dans un même mot.

## Variantes et variété des styles
L'écriture introduite dans cet article est une version basique d'un style qu'on appelle naskh. Le naskh, qui signifie aussi copier, s'est affirmé à partir du Xe siècle. Une version élaborée du style a beaucoup servi à la reproduction du Coran, et des versions plus simples se sont largement imposées dans l'imprimerie et sur les supports électroniques, pour le persan comme pour l'arabe. L'écart entre notre version basique et les versions courantes du naskh est faible, et se comble facilement à partir du tableau suivant :
| Suite de lettres dans un ou plusieurs cas de liaison graphique           | Formes dans le naskh basique | Alternatives dans les versions courantes du naskh |
| ------------------------------------------------------------------------ | ---------------------------- | ------------------------------------------------- |
| Héyé do-tchéchm lié des deux côtés                                       |                              |                                                   |
| Yé lié d'aucun côté                                                      |                              |                                                   |
| Lâm immédiatement suivi d'un alef (avec un lâm lié ou non par la droite) |                              |                                                   |
| Lâm immédiatement suivi d'un alef, sans liaison du lâm par la droite     |                              |                                                   |

Dans les versions plus élaborées (et aujourd’hui moins courantes) du naskh, certaines courbes peuvent s’étirer, d’autres peuvent s’inverser, et certaines lettres peuvent se chevaucher. L’étirement va dans le sens de l’écriture et peut concerner la dernière portion horizontale d’une forme nécessairement liée à gauche, ou la forme du ghaf,  du noun ou du yé en dernière position dans un mot. Ainsi طوفان  et سَماوی , qui se prononcent  toufân et samâvi, et signifient tempête et céleste, peuvent s’écrire de la manière suivante :

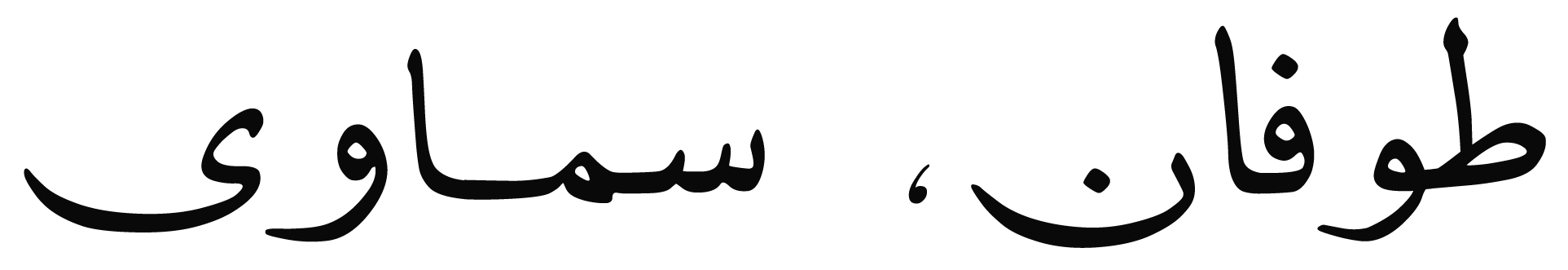

Le naskh comporte des dentelures (convexes) qui correspondent aux terminaisons des lettres sine, chine, sâd et zâd, comme aux lettres bé, pé, té, sé et yé quand elles sont liées à gauche. Lorsqu’une dentelure précède immédiatement un mim, un noun ou un yé en dernière position dans un mot, ou lorsqu’elle précède une des lettres djim, tché, héyé djimi, khé, ré, zé ou jé, alors la dentelure peut céder la place à une forme (concave) qu’on appelle arc et qui s’attache par la gauche où commence l’écriture de la lettre suivante. Ainsi, les mots بَـهار, نـَسـیـم et خـوشـی, qui signifient enfant, brise et bonheur, peuvent s'écrire

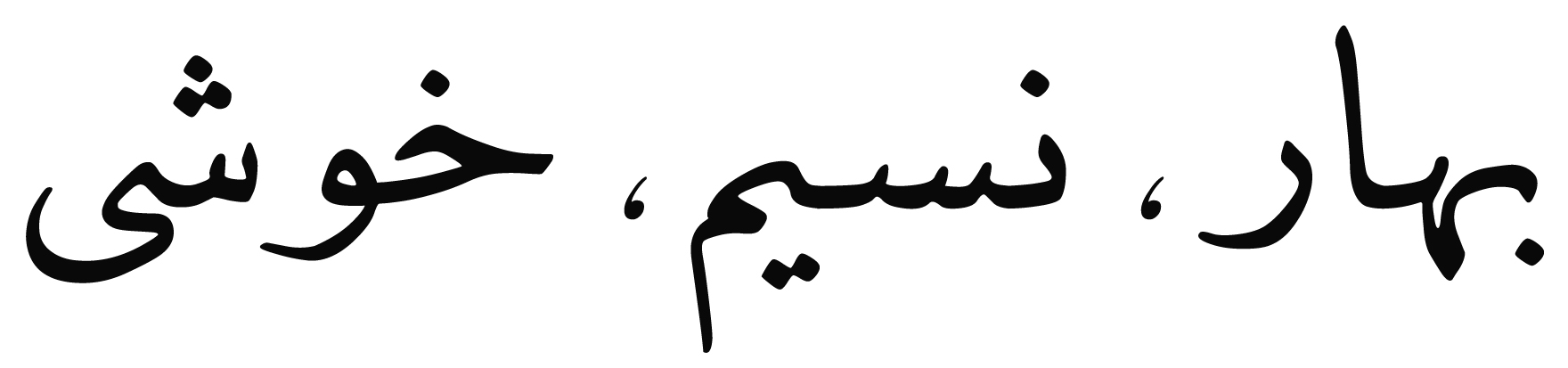

Les lettres djim, tché, héyé djimi, khé, et mim (en particulier) permettent des chevauchements : Toute portion liée à l’une de ces lettres peut s’écrire à un niveau supérieur et s’attacher là où commence l’écriture de la lettre. Ainsi les mots حُجره , سِمسار  et مَخمَل , qui se prononcent hodjré, semsâr et makhmal, et qui signifient boutique, brocanteur et velours, peuvent s’écrire

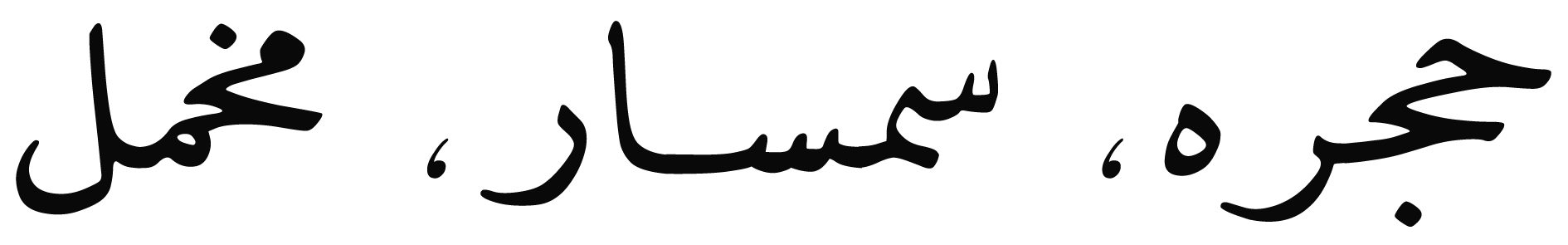

D’autres styles d’écriture, dont le développement et l'usage sont plus spécialement associés au persan, sont le nasta‘ligh et le chékasté. Ces styles sont des évolutions dans le sens d'une fluidité croissante, mais dans le sens aussi d'une complexité croissante dans les formes, leur choix, et les principes de liaison. Il s'agit, en fait, d’écritures plus exigeantes du point de vue de l'apprentissage, mais plus économiques du point de vue des mouvements.
Le nasta‘ligh  s'est développé à partir du XIVe siècle. Il a largement servi à la rédaction de documents officiels. Son usage reste important pour la poésie, le titrage et les enseignes, et il domine dans l'écriture manuelle. Le nom du style vient de la composition et de l'abréviation des termes naskh et ta‘ligh, dont le second signifie suspendu et désigne également un style d'écriture. Certaines options du naskh élaboré, comme la substitution de certaines dentelures par des arcs et le chevauchement de certaines lettres, sont impératives dans le nasta‘ligh. Comme le naskh, le nasta‘ligh  s'écrit dans un couloir horizontal, avec des débordements occasionnels vers le haut, surtout sur le bord droit de la page ; mais les portions de mots qui semble posées sur une ligne horizontale dans le naskh, semblent posées chacune sur une pente descendante dans le nasta‘ligh. Le nasta‘ligh se distingue aussi du naskh par un adoucissement des crêtes dans l’écriture—celles des dentures, celles du sine et du chine qui peuvent entièrement disparaitre, et celles des lettres ré, zé, et jé quand elles sont liées à droite. 
Les trois images suivantes montrent un même poème de Saadi en naskh courant, en naskh élaboré, et en nasta‘ligh :

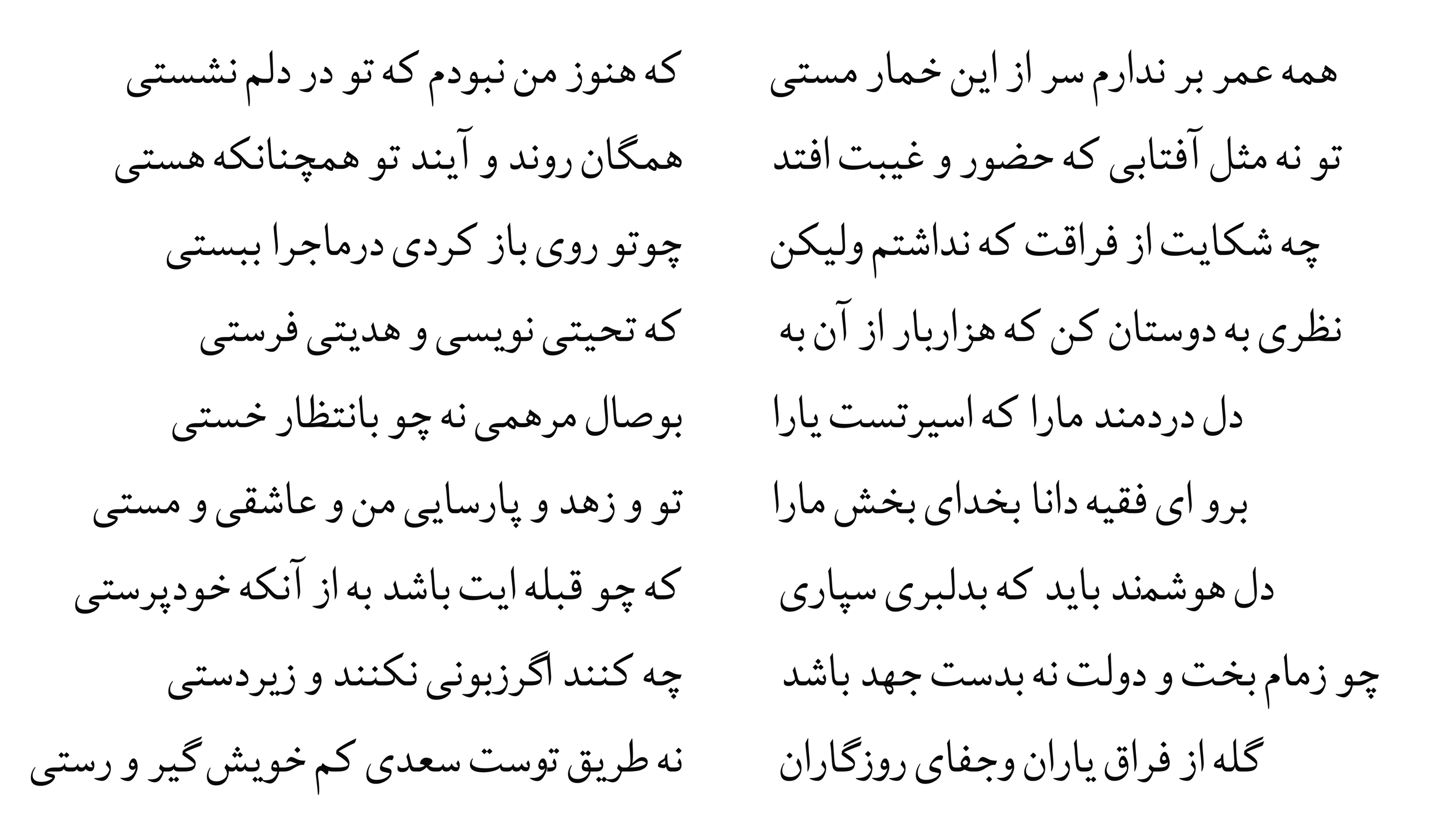

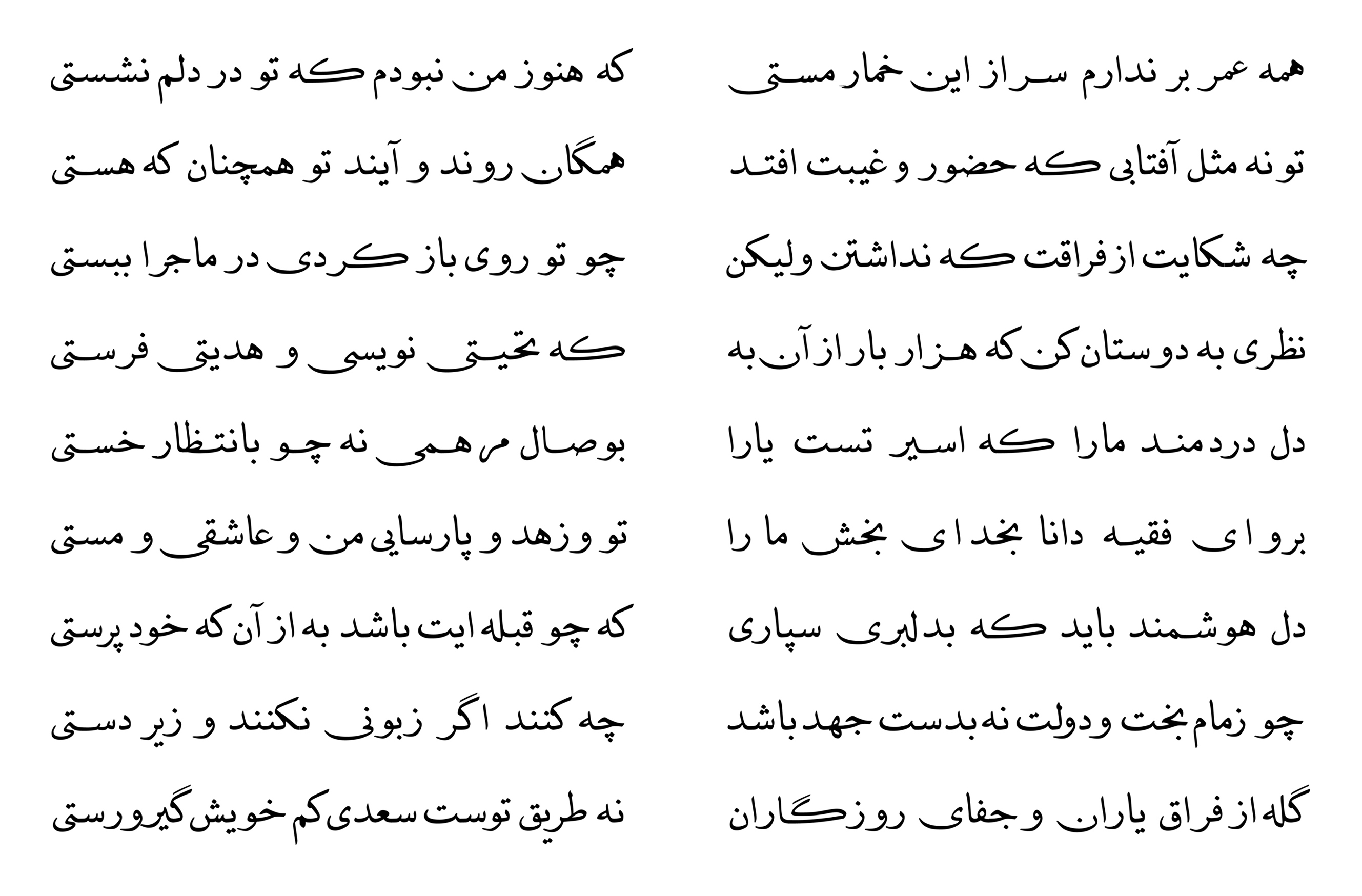

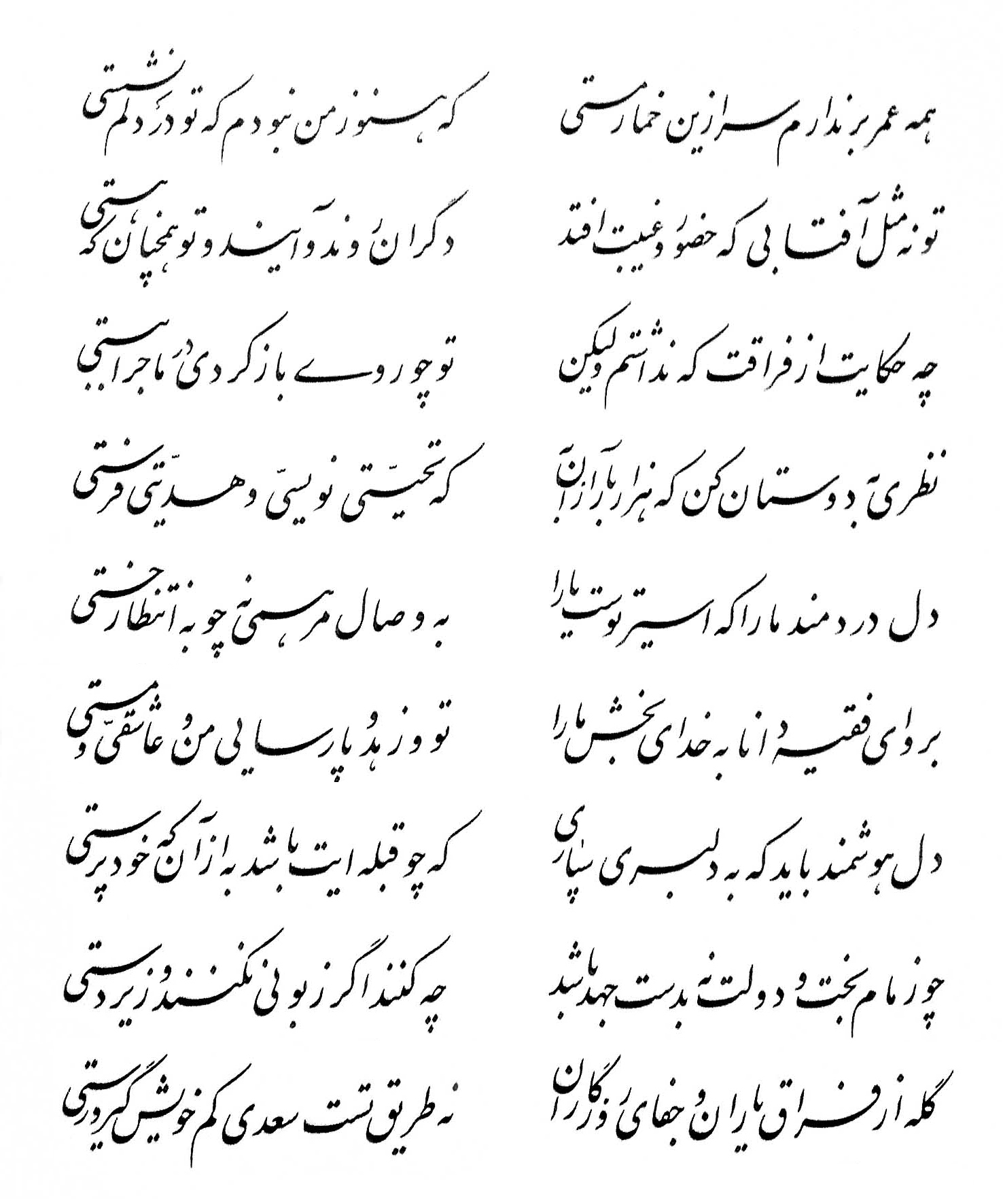
Calligraphie d'Amir Falsafi, XXe siècle

Le chékasté, ou plus précisément nasta‘lighé chékasté, est apparu au XVIIe siècle. Son utilisation concerne les mêmes domaines que le nasta'ligh, mais de façon marginale seulement. Généralement, chékasté signifie brisé ou rompu ; et la suggestion concernant le style d'écriture est celle d'une rupture avec certaines règles. Le chékasté se distingue du nasta‘ligh standard ou régulier par une liberté dans les liaisons graphiques ; les mots restent détachés les uns des autres, mais la liaison à gauche est permise (sans être nécessaire) pour les sept lettres alef, dal, zal, ré, zé, jé, vâv. Une autre spécificité du chékasté est l'usage fréquent de formes très étirées en fin de mot, en particulier pour les lettres lâm, noun et yé. L’image suivante, à comparer aux deux ou trois images précédentes, montre le même poème de Saadi dans le style chékasté.

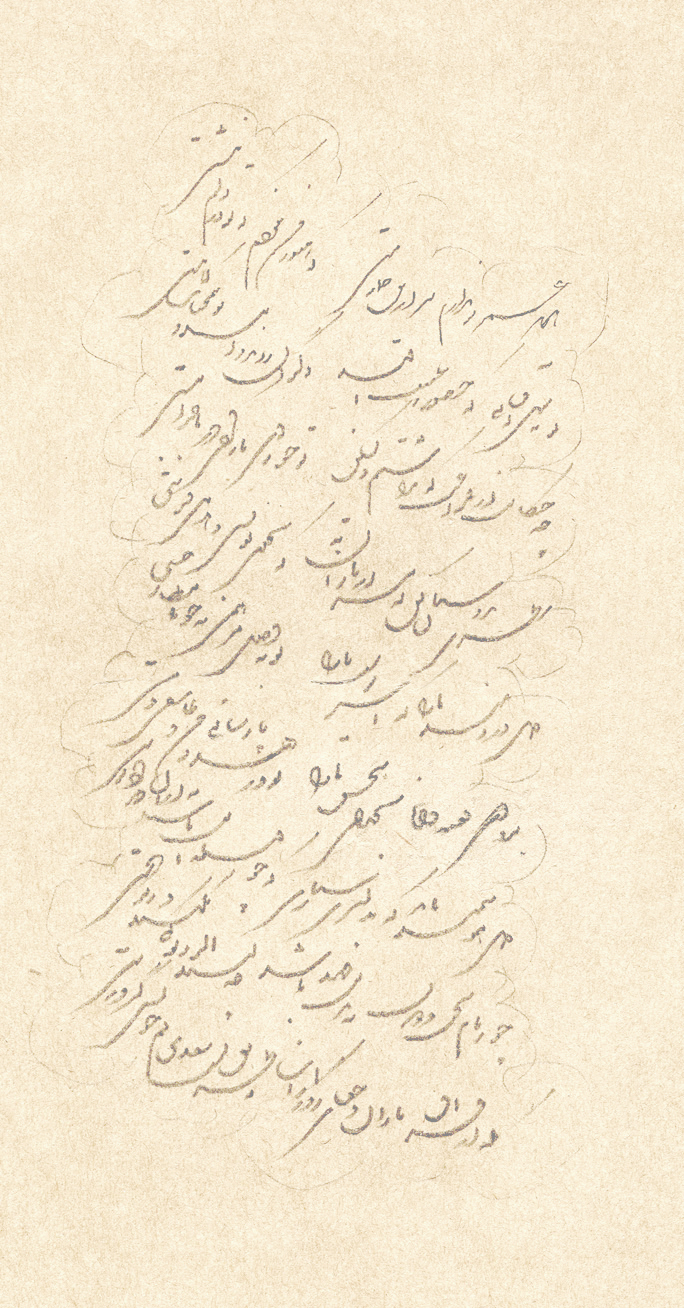
Calligraphie d'Amin Etessami, XXe siècle